# Protaphorura caledonica
Protaphorura caledonica is een springstaartensoort uit de familie van de Onychiuridae. De wetenschappelijke naam van de soort is voor het eerst geldig gepubliceerd in 1935 door Bagnall.